# Miika Wiikman
Miika Wiikman  (* 17. Oktober 1984 in Mariestad) ist ein ehemaliger schwedisch-finnischer Eishockeytorwart, der im Laufe seiner Karriere in der finnischen Liiga, der American Hockey League und der Elite Ice Hockey League aktiv war. Dabei gewann er mit HPK Hämeenlinna die finnische Meisterschaft, mit den New York Rangers den Victoria Cup und mit den Nottingham Panthers den IIHF Continental Cup.

## Karriere
Miika Wiikman begann seine Karriere als Eishockeyspieler in der Nachwuchsabteilung von HV71, in der er bis 2003 aktiv war. Zur Saison 2003/04 wechselte der Torwart zu Hermes Kokkola, für dessen Profimannschaft er in dieser Spielzeit in der Mestis, der zweiten finnischen Spielklasse, auflief. Zudem bestritt er parallel vier Spiele für die finnische U20-Nationalmannschaft, die als Gastmannschaft ebenfalls am Spielbetrieb der Mestis teilnahm. Im gleichen Jahr wurde er zudem zum Rookie des Jahres der Mestis ernannt. Von 2004 bis 2007 spielte er für HPK Hämeenlinna, das er in der Saison 2005/06 als Stammtorwart zum Gewinn des finnischen Meistertitels führte. Vor allem in den Playoffs konnte er überzeugen, woraufhin er die Jari-Kurri-Trophäe als bester Spieler der SM-liiga-Playoffs erhielt.
Von 2007 bis 2010 stand Wiikman bei den New York Rangers aus der National Hockey League unter Vertrag und spielte in diesem Zeitraum für deren Farmteams Hartford Wolf Pack aus der American Hockey League und Charlotte Checkers aus der ECHL. Mit den New York Rangers gewann er 2008 den Victoria Cup. Im März 2010 wurde der Schwede mit finnischem Pass innerhalb der NHL zu den Phoenix Coyotes transferiert, spielte bis zum Ende der Saison 2009/10 jedoch ausschließlich für deren AHL-Farmteam San Antonio Rampage. Die Saison 2010/11 begann er bei Lukko Rauma in der SM-liiga, ehe er im Dezember 2010 innerhalb der höchsten finnischen Spielklasse zu Ilves Tampere wechselte.
Während der Saison 2012/13 wurde Wiikman zunächst an Kärpät Oulu, später an SaiPa ausgeliehen. Nach dem Ende der Saison wurde sein auslaufender Vertrag nicht verlängert. Die beiden folgenden Jahre spielte er kurzzeitig für insgesamt sieben verschiedene Klubs, bevor er 2015 zu den Nottingham Panthers in die Elite Ice Hockey League wechselte. Mit den Panthern gewann er 2016 die Playoffs der EIHL. Im Folgejahr gelang dann der Sieg im IIHF Continental Cup, wozu er als bester Torhüter des Wettbewerbs maßgeblich beitrug. Weitere Stationen in England waren die Milton Keynes Lightning und Coventry Blaze, ehe er seine Karriere nach einem Kurz-Engagement bei Anglet Hormadi Élite beendete.

### International
Im Juniorenbereich spielte Wiikman zunächst für Schweden, für dessen U16- bis U19-Junioren er in Freundschaftsspielen zum Einsatz kam. Im Seniorenbereich stand er 2006 im Aufgebot Finnlands bei der Euro Hockey Tour, blieb als Ersatztorwart jedoch ohne Einsatz.

## Erfolge und Auszeichnungen
- 2004 Rookie des Jahres der Mestis
- 2006 Finnischer Meister mit HPK Hämeenlinna
- 2006 Jari-Kurri-Trophäe
- 2008 Victoria-Cup-Gewinn mit den New York Rangers
- 2016 Playoff-Sieger der Elite Ice Hockey League mit den Nottingham Panthers
- 2017 IIHF-Continental-Cup-Gewinn mit den Nottingham Panthers
- 2017 Bester Torwart des IIHF Continental Cup